# Kino Babylon
Pour les articles homonymes, voir Babylone (homonymie).
Le Babylon est une salle de cinéma située sur la Rosa-Luxemburg-Platz à Berlin (Allemagne) ouverte en 1929.

## Galerie

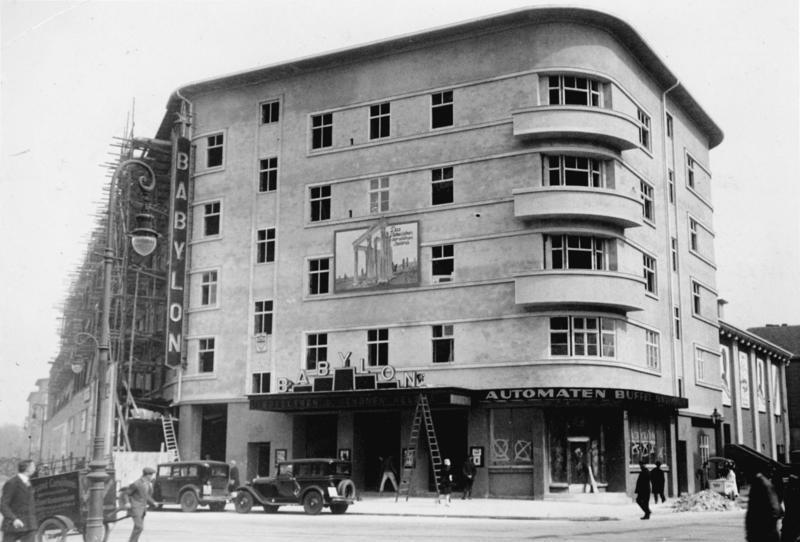
Le cinéma en 1929.
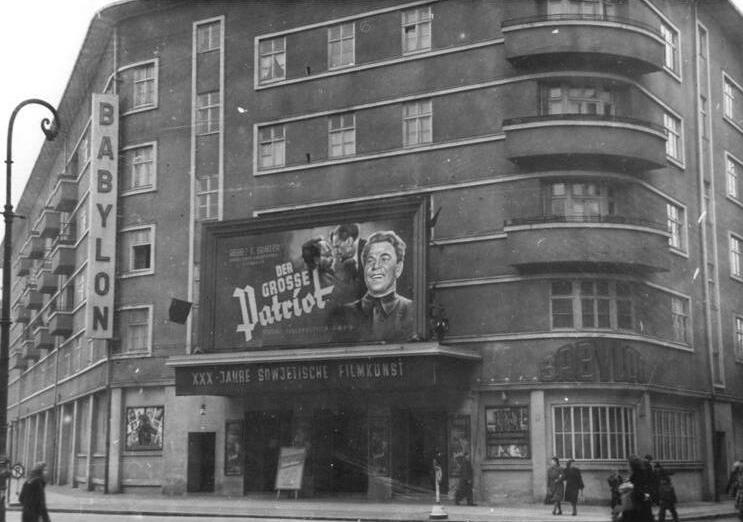
Le cinéma en 1949.
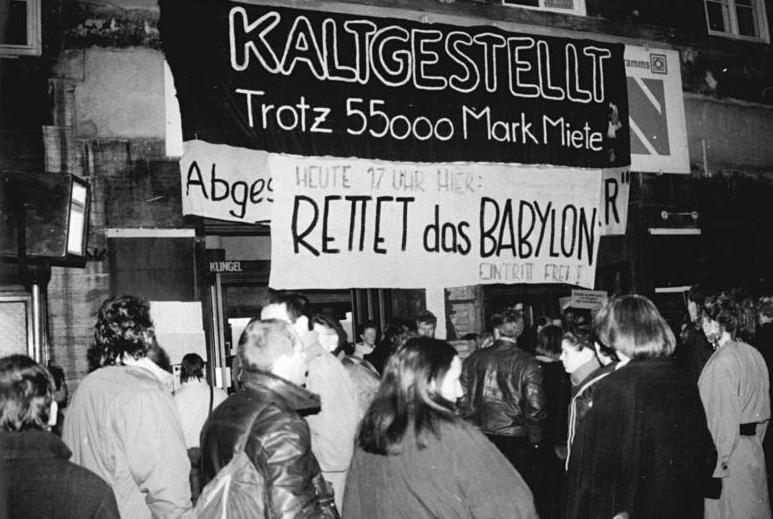
Manifestation contre la fermeture de cinéma, en 1990.
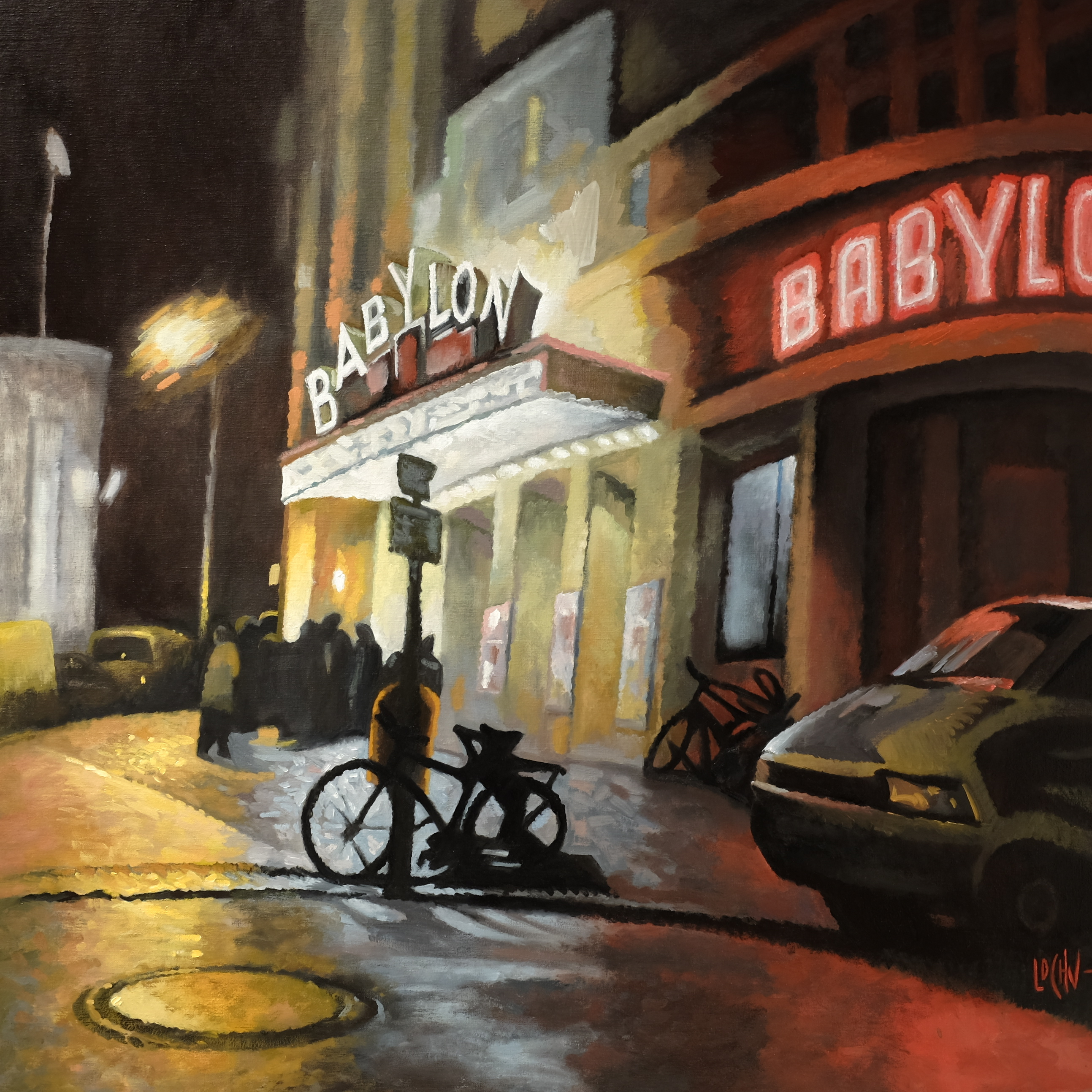
Kino Babylon par Claude-Max Lochu, 100 × 100 cm, 2017, huile sur toile.